# Octaaf (muziek)

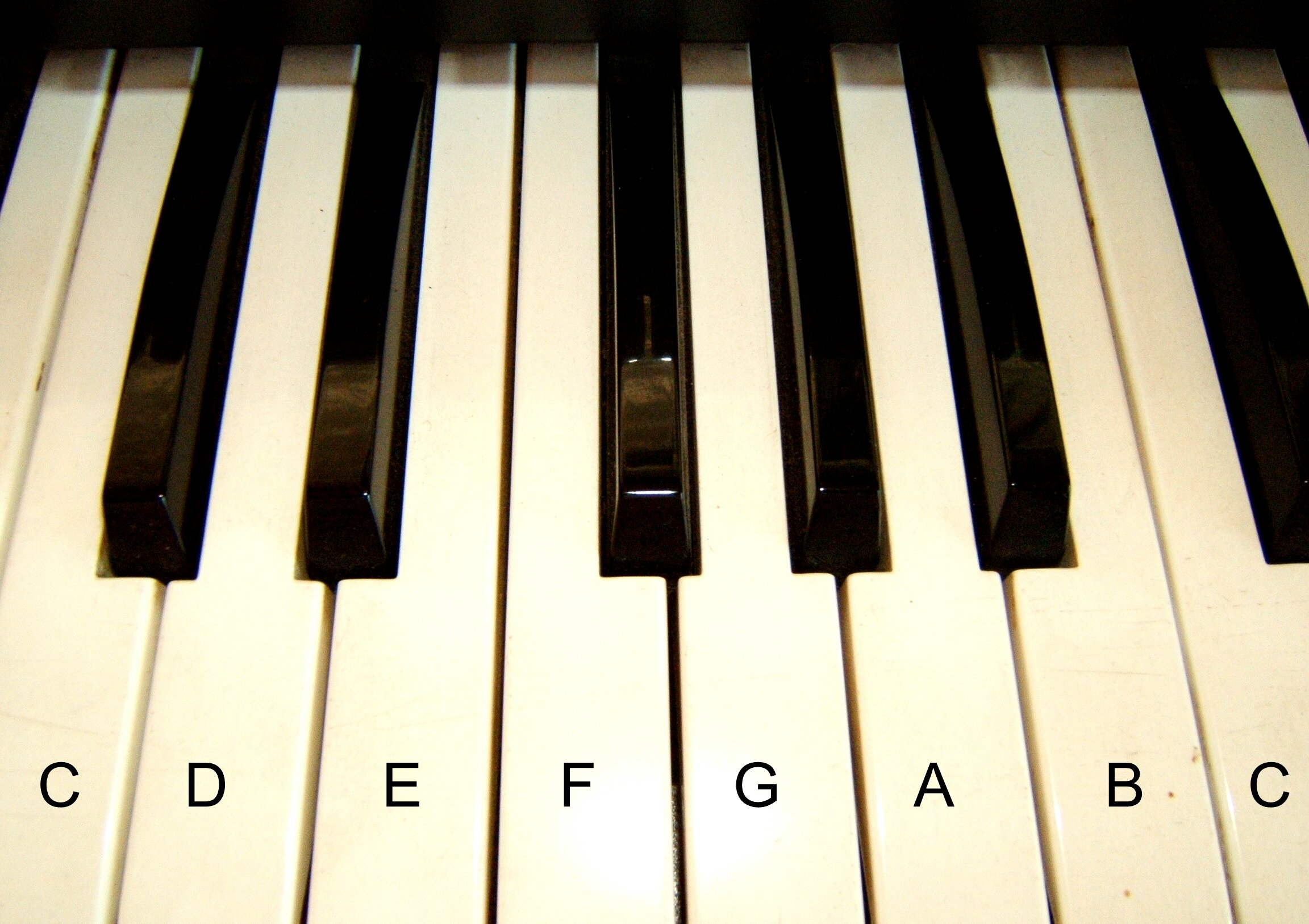
Een octaaf op een klavier

Een octaaf (van Latijn: octavus, de achtste) is in de muziektheorie het interval in een diatonische toonladder tussen een eerste toon en de daarboven liggende achtste. De frequentie van de laatstgenoemde toon is het dubbele van die van de eerste.
Een octaaf omvat zeven toonafstanden, dat kunnen hele en halve toonafstanden zijn. Het gebruikelijke reine octaaf bijvoorbeeld bestaat uit vijf hele en twee halve toonafstanden. Het interval tussen bijvoorbeeld de tonen c en c' is dus een octaaf, maar ook het interval tussen cis en cis'. Daarnaast wordt ook de toon die in een diatonische toonladder op de achtste toontrap ligt, octaaf genoemd, of ook het octaaf van de grondtoon. Ook wordt de tweeklank die bestaat uit een toon en zijn octaaf, dus twee tonen die een octaaf uit elkaar liggen, als octaaf aangeduid. De tweeklank c-c' is een octaaf, of de tonen c en c' vormen een octaaf.
Daarnaast worden de gezamenlijke tonen die zich in een octaaf als interval bevinden, een octaaf genoemd. Zo is er het eengestreept octaaf, met de tonen c', d', e' f', g' a', b' in het interval c' - c" (het octaaf c" wordt niet meegeteld).
Een dubbel octaaf noemt men een quindecime.

## Varianten
Het octaaf kent een aantal varianten.

### Rein octaaf
Een interval van twee tonen afgeleid van dezelfde stamtoon waarvan de toonhoogte van de tweede het dubbele is van de toonhoogte van de eerste, heet een rein octaaf. Een rein octaaf is opgebouwd uit vijf hele en twee halve toonafstanden en wordt wel aangeduid als P8.
- Voorbeeld: het interval tussen c' en c" is een rein octaaf

### Verminderd octaaf
Is van een rein octaaf de hogere toon met een halve chromatische toon verlaagd, dan heet het 'verminderd'.
- Voorbeeld 1: het interval tussen c' en ces" is een verminderd octaaf
- Voorbeeld 2: het interval tussen g' en ges" is een verminderd octaaf
- Voorbeeld 3: het interval tussen gis' en g" is een verminderd octaaf

### Dubbelverminderd octaaf
Is van een rein octaaf de hogere toon met twee halve chromatische tonen verlaagd, dan heet het 'dubbelverminderd'.
- Voorbeeld: het interval tussen gis' en ges" is een dubbelverminderd octaaf

### Overmatige octaaf
Is van een rein octaaf de hogere toon met een halve chromatische toon verhoogd, dan heet het 'overmatig'.
- Voorbeeld 1: het interval tussen c' en cis" is een overmatig octaaf
- Voorbeeld 2: het interval tussen g' en gis" is een overmatig octaaf
- Voorbeeld 3: het interval tussen ges' en g" is een overmatig octaaf

### Dubbelovermatig octaaf
Is van een rein octaaf de hogere toon met twee halve chromatische tonen verhoogd, dan heet het 'dubbelovermatig'.
- Voorbeeld: het interval tussen ges' en gis" is een dubbelovermatig octaaf'

## Octaaf en gelijkzwevende stemming
Een probleem doet zich voor in de gelijkzwevende stemming. In die stemming is de toon bis (Bis) evenals de deses (Deses) enharmonisch gelijk aan de toon c. Beide zouden dus opgevat kunnen worden als octaaf van C. Dat doet men echter niet. Alleen een interval tussen tonen met dezelfde stamtoonnaam of afgeleid daarvan kan als octaaf aangemerkt worden.
Theoretische achtergrond hiervan is dat 12 gestapelde (reine) kwinten (C-G-D-A-E-B-Fis-Cis-Gis-Dis-Ais-Eis-Bis) op een andere toonhoogte uitkomen dan 7 gestapelde (reine) octaven. Doordat de kwinten een verhouding 3:2 kennen en het octaaf een verhouding 2:1, volgt
{\displaystyle \left({\tfrac {3}{2}}\right)^{12}=531441}
en
{\displaystyle 2^{7}=524288}
Het "verschil" (quotiënt) is
{\displaystyle {\frac {\left({\frac {3}{2}}\right)^{12}}{2^{7}}}={\frac {531441}{524288}}=1{,}0136}
In cent:
12 reine kwinten van 702 cents: 8423,46 cent.
7 octaven van 1200 cents: 8400 cent.
Een verschil van ruim 23 cent.
Het verschil tussen deze bis en c noemt men het Pythagoreïsche komma. In de gelijkzwevende stemming worden daarom alle kwinten iets te 'krap' gestemd, om deze komma gelijkelijk te verdelen, zodat de octaven zuiver blijven en de bis identiek aan de c klinkt.
Een akoestisch opmerkelijk verschijnsel treedt met name bij piano's op bij de stemming van octaven in de gelijkzwevende stemming: de hoogste octaven van de discant (de 'hoge tonen') worden opzettelijk iets te groot (te ruim) gestemd, zodat deze hoge tonen meer 'brille' krijgen, maar ook in de laagste regionen (bij de bassen) worden ze iets te groot gestemd voor meer resonantie. Dit heeft te maken met enerzijds compensatie voor de ongelijkheid van snaardikte en -lengte, alsook de verdeling van snaardruk op de zangbodem en het aanslagpunt van de hamer op de snaren en anderzijds met de perceptie van lage en hoge tonen van het menselijk gehoor.

## Het octaaf als een verzameling tonen

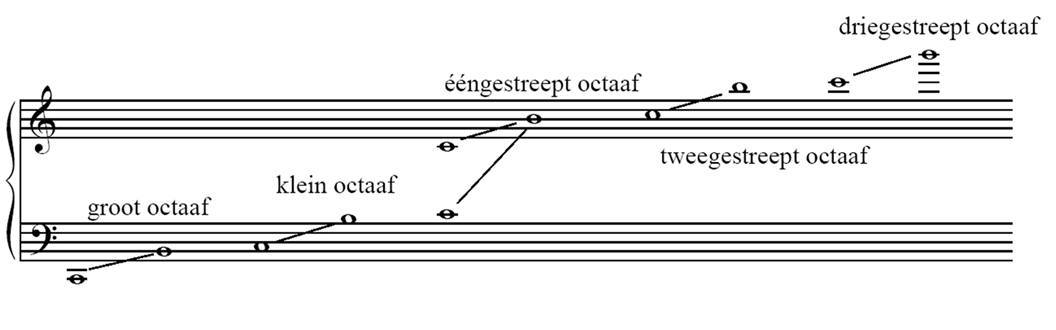
De meest voorkomende octaven en hun benaming

Naast de betekenis van octaaf als interval, wordt de term octaaf ook gebruikt ter aanduiding van de verzameling tonen in zo'n interval. Het gehele scala aan stamtonen die in de Westerse muziek gebruikt worden, is opgedeeld in de betrokken octaven.
Enigszins verwarrend is dat een octaaf wordt beschouwd als te beginnen met de toon C. Dat is de grondtoon van de majeurtoonladder zonder voortekens. De daaronder liggende tonen A en B, hoewel eerder in de alfabetische volgorde, horen dus bij het lagere octaaf.
Het totale bereik aan tonen wordt zo opgedeeld in de onderstaande octaven. Bij elk octaaf is een voorbeeld gegeven van de schrijfwijze van de tonen in dat octaaf en de frequentie van de A4 (a') in de gebruikelijke stemming bij een stemtoonhoogte (kamertoon) van 440 Hz. De aanduiding met nummers (tweede kolom onder 'Notatie') is de wetenschappelijke notatie van de tonen.
| Octaaf        | Notatie | Notatie | Frequentie van de A (Hz) | Opmerkingen |
| ------------- | --- | ------- | ------------------------ | --- |
| subcontra     | "C - "B of {\displaystyle {\underline {\underline {\mathrm {C} }}}} - {\displaystyle {\underline {\underline {\mathrm {B} }}}} | C0 - B0 | 27,5                     | Alleen de bovenste tonen uit dit octaaf zijn muzikaal speelbaar/bruikbaar. A0 is de laagste toon op de meeste piano's. |
| contra        | 'C - 'B of C - B | C1 - B1 | 55                       | |
| groot         | C - B | C2 - B2 | 110                      | Worden groot en klein genoemd omdat ze met een grote of kleine letter geschreven worden.                               |
| klein         | c - b | C3 - B3 | 220                      | Worden groot en klein genoemd omdat ze met een grote of kleine letter geschreven worden.                               |
| eengestreept  | c’ - b’ | C4 - B4 | 440                      | De a’ is de a van 440 Hz; de c’ is de centrale c op een piano.                                                         |
| tweegestreept | c’’ - b’’ | C5 - B5 | 880                      | |
| driegestreept | c’’’ - b’’’ | C6 - B6 | 1760                     | De hoogste noot die een sopraan kan zingen ligt in dit octaaf                                                          |
| viergestreept | c’’’’ - b’’’’ | C7 - B7 | 3520                     | Het hoogste octaaf van een piano (afgezien van C8)                                                                     |
| vijfgestreept | c’’’’’ - b’’’’’ | C8 - B8 | 7040                     | |
| zesgestreept  | c’’’’’’ - b’’’’’’ | C9 - B9 | 14 080                   | Deze zeer hoge tonen zijn met name op strijkinstrumenten als flageolet nog bruikbaar.                                  |

Het systeem kan naar believen voortgezet worden, maar al in het zesgestreept octaaf zijn de meeste tonen niet meer hoorbaar voor de meeste mensen en het achtgestreept octaaf ligt zelfs boven de gehoorgrens, in het gebied van het ultrageluid.
Aan de onderkant komt men in de literatuur nog het subsubcontra-octaaf tegen waarvan de tonen feitelijk buiten het hoorbare gebied liggen (infrageluid).
Het eengestreept octaaf begint met de toon c’, ook centrale c geheten. Deze toon wordt door de c-sleutel aangewezen en bevindt zich tussen de notenbalken met een g- en f-sleutel. De g’ uit het eengestreept octaaf is de toon die door de g-sleutel wordt aangewezen. De f-sleutel wijst de toon f uit het klein octaaf aan.
Met de benaming lage C wordt wel de toon C2 = C (groot-C) van het groot octaaf aangeduid, hoewel deze term ook wel gebezigd wordt voor de laagste C die op een instrument te spelen is. De benaming hoge c is een relatieve aanduiding. Voor een tenor is de toon c’’ van het tweegestreept octaaf een hoge c, voor een sopraan is c’’’ (driegestreept) pas een hoge c.

## Menselijke stem
De meeste (geschoolde) zangers bezitten een bereik van ongeveer 2 à 2,5 octaven. Het verschil tussen mannenstem en vrouwenstem is grofweg een octaaf. Er zijn vocalisten met een uitzonderlijk groot stembereik, zoals Whitney Houston, Mariah Carey, Minnie Riperton en Larisa Dolina allen vijf octaven, Ella Fitzgerald, Freddie Mercury, Ivan Rebroff en Matthew Bellamy hebben (of hadden) een bereik van vier octaven. Mike Patton heeft zelfs een bereik van zes octaven.